# Даньковский, Сергей Валентинович
Сергей Валентинович Даньковский (укр. Сергій Валентинович Даньковський; 1 октября 1978, Киев, Украинская ССР, СССР) — украинский футбольный судья категории ФИФА. Его хобби является плавание и туризм.

## Карьера
Сергей Даньковский начал свою судейскую карьеру с судейства любительских региональных соревнований в 1997 году. Спустя год Даньковский обслуживал матчи любительской лиги Украины. С 1999 по 2003 года судил игры команд второй лиги. В 2003 году киевлянин стал судьёй первой лиги. Судьёй высшей лиги является с 2008 года.